# U-Bahn Nanjing
Die U-Bahn Nanjing (chinesisch 南京地鐵 / 南京地铁) ist die U-Bahn der Stadt Nanjing. Nanjing ist die Hauptstadt der Provinz Jiangsu in der VR China. Der Bau der ersten Linie (Linie 1) begann im Jahr 2000. Der Betrieb begann am 3. September 2005 mit 16 Stationen auf einer Länge von 21,72 Kilometern. Am 28. Mai 2010 wurde die 24,5 Kilometer lange südliche Verlängerung und die Line 2 beide in Betrieb genommen, wodurch sich die Gesamtlänge der U-Bahn Nanjing gegenüber 2005 um fast das Vierfache erhöhte.
Per Dezember 2021 umfasst das Netz 11 Linien in allen 11 Bezirken der Stadt. Nanjing war die erste chinesische Stadt, deren sämtliche Bezirke von U-Bahn-Linien erschlossen werden.  Langfristig sollen 27 U-Bahn-Linien entstehen.

## Liniennetz
| Linien | Endstationen                                         | Halte                     | Streckenlänge km | Umsteigepunkte |
| ------ | ---------------------------------------------------- | ------------------------- | ---------------- | --- |
| 1      | Baguazhoudaqiaonan ↔ China Pharmaceutical University | 32, davon 21 unterirdisch | 45,4             | U2 Xinjiekou, U3 Nanjing Hauptbahnhof, U3/S1/S3 Nanjing Südbahnhof, U4 Gulou, U7 Xiaozhuang, U10 Andemen            |
| 2      | Yuzui ↔ Jingtianlu                                   | 30, davon 21 unterirdisch | 43.35            | U1 Xinjiekou, U3 Daxinggong, U4 Jinmalu, U7 Luotanglu, U10 Yuantong, S3 Youfangqiao, S6 Maqun                       |
| 3      | Linchang ↔ Mozhoudonglu                              | 29, davon 28 unterirdisch | 44,9             | U1 Nanjing Hauptbahnhof, U1/S1/S3 Nanjing Südbahnhof, U2 Daxinggong, U4 Jimingsi, U7 Wutangguangchang, S8 Taifenglu |
| 4      | Longjiang ↔ Xianlinhu                                | 18, davon 17 unterirdisch | 33,75            | U1 Gulou, U2 Jinmalu, U3 Jimingsi                                                                                   |
| 5      | Jiyindadao ↔ Fangjiaying                             | 30                        | 36,9             | 1, 2, 3, 4, 7, S1                                                                                                   |
| 7      | Xishanqiao ↔ Xianxinlu                               | 27                        | 34,3             | U1 Xiaozhuang, U3 Wutangguangchang, U5 Fujianlu usw.                                                                |
| 10     | Andemen ↔ Yushanlu                                   | 14, davon 13 unterirdisch | 21,6             | U1 Andemen, U2 Yuantong, U7 Zhongsheng                                                                              |
| S1     | Nanjing Südbahnhof ↔ Konggangxinchengjiangning       | 9, davon 6 unterirdisch   | 35,8             | U1/U3/S3 Nanjing Südbahnhof, S7 Konggangxinchengjiangning, S9 Xiangyulunan                                          |
| S3     | Nanjing Südbahnhof ↔ Gaojiachong                     | 19, davon 10 unterirdisch | 36,221           | U1/U3/S1 Nanjing Südbahnhof, U2 Youfangqiao, U7 Yongchulu                                                           |
| S4     | Bahnhof Chuzhou ↔ Chahe                              | 14, davon 2 unterirdisch  | 44               | |
| S6     | Maqun ↔ Jurong                                       | 13, davon 7 unterirdisch  | 43.64            | U2 Maqun |
| S7     | Konggangxinchengjiangning ↔ Wuxiangshan              | 9, davon 5 unterirdisch   | 30,16            | S1 Konggangxinchengjiangning                                                                                        |
| S8     | Changjiangdaqiaobei ↔ Jinniuhu                       | 19, davon 8 unterirdisch  | 45,2             | U3 Taifenglu |
| S9     | Xiangyulunan ↔ Gaochun                               | 6, keiner unterirdisch    | 52,42            | S1 Xiangyulunan |

## Fahrkartensystem
Wie in vielen U-Bahnsystemen in der Welt sind die Fahrpreise entfernungsabhängig. Die Fahrpreise reichen von 2 Yuan (ungefähr 0,30 US-$) für Reise mit weniger als acht Stationen bis zu 4 Yuan für längere Reisen. Es gibt einen Rabatt von fünf Prozent für die Nutzer der Nanjing Public Utility IC Card.
Außer als Einzelticket können Fahrkarten auch mit der Nanjing Public Utility IC Card oder Jinlintong (chinesisch {{{c}}}, Pinyin Jīnlíngtōng) bezahlt werden. Sie kann gegen erstattbare Gebühr von 25 Yuan (ungefähr 3,80 US-Dollar) erworben und an den Ticketschaltern in den U-Bahnhöfen sowie in zusammenarbeitenden Verbrauchermärkten in der Stadt aufgeladen werden. Die Karte kann auch dazu genutzt werden, andere öffentliche Verkehrsmittel wie Citytaxi oder Citybus zu bezahlen.

## Frühe Fahrzeuge
- 20 Sechs-Wagen-Züge von Alstom und dem Nanjing Puzhen Schienenfahrzeugewerk, bestellt im Jahr 2002 zur Inbetriebnahme der Linie 1.[1]
- 21 Sechs-Wagen-Züge von Alstom und dem Nanjing Puzhen Schienenfahrzeugewerk, bestellt im Januar 2008 für die Erweiterung der Linie 1.[3]
- 144 Züge von Alstom und dem Nanjing Puzhen Schienenfahrzeugewerk, bestellt 2007 für die Linie 2.[15]

## Signalsystem
Für die Linie 1 wurde Siemens Mobility im November 2002 mit einem Liefervertrag ausgestattet.
Für die Linie 2 haben Siemens Mobility und ihr lokaler Partner Nanjing Research Institute of Electronic Technology (NRIET) den Auftrag erhalten, das Signalsystem zu liefern, nachdem sie einen Vertrag unterzeichnet haben, der einen Umfang von rund 25 Millionen Euro hat. Die Technologien, die angewendet werden, umfassen Trainguard MT, Vicos OC 501, Sicas ECC und das Az S 350 U Achsenzählsystem.

## Galerie

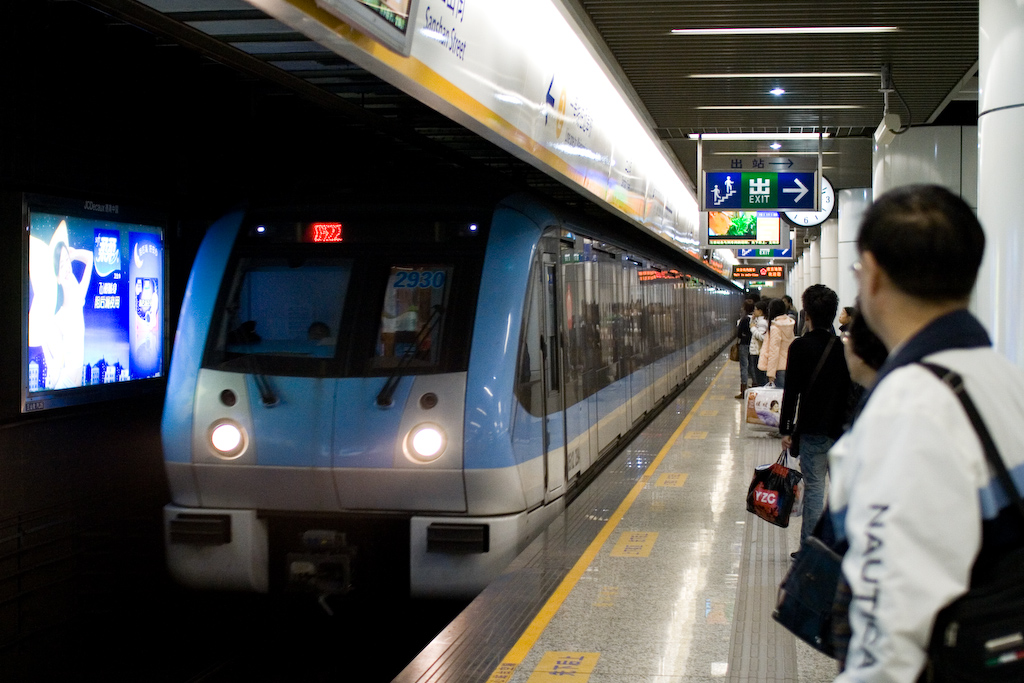
Ein U-Bahn-Zug der Linie 1
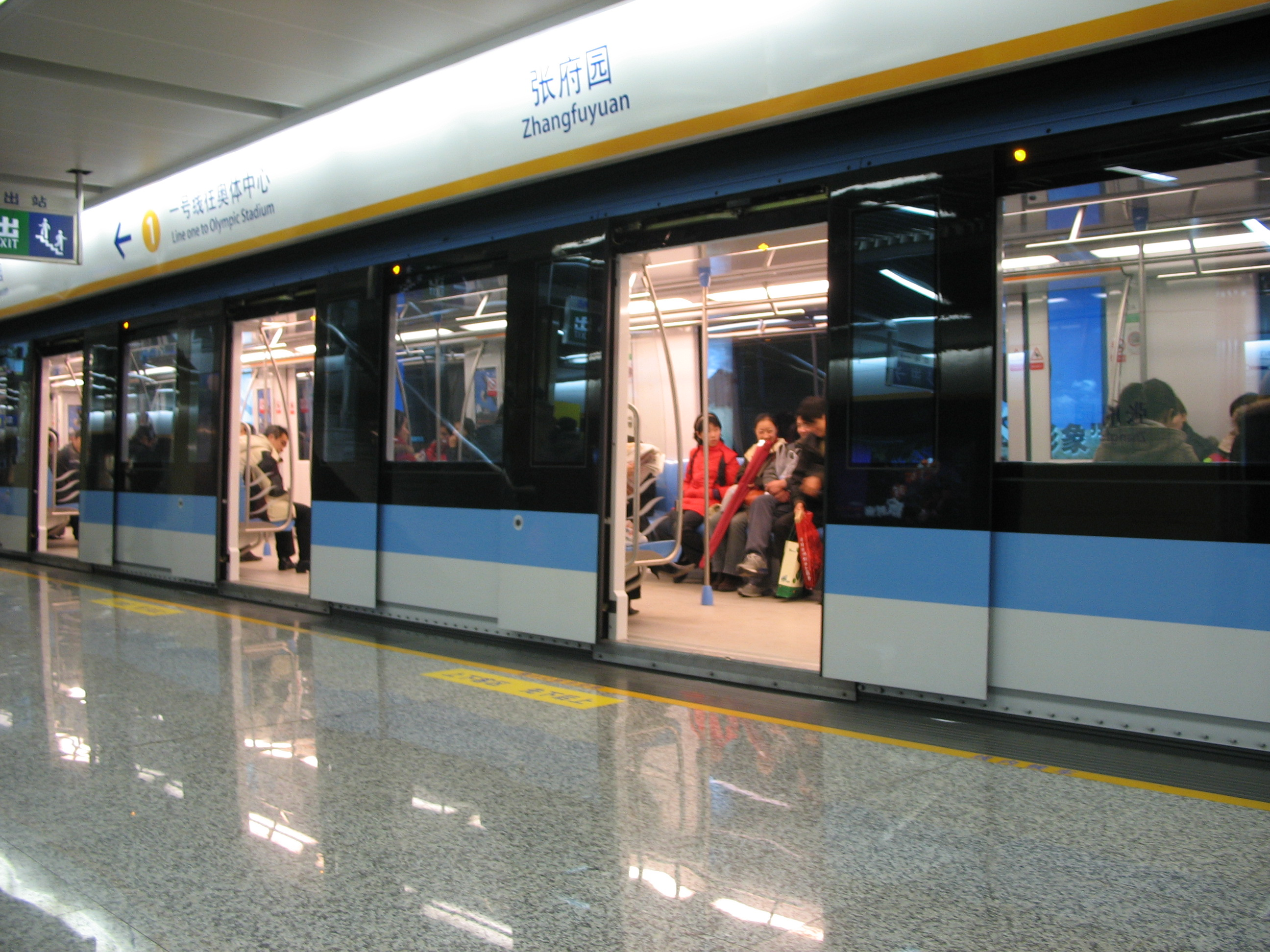
Ein U-Bahn-Zug hält am U-Bahnhof Zhangfuyuan
Entwicklung des Netzes bis 2021